# Beautiful Stranger

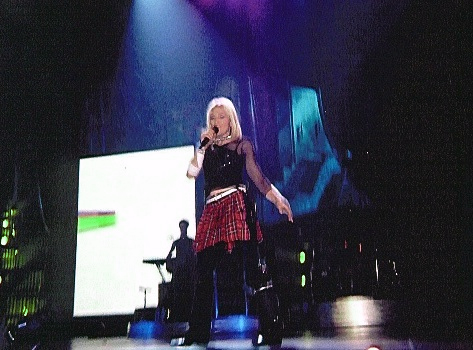
Madonna zingt Beautiful Stranger tijdens de Drowned World Tour

Beautiful Stranger is een nummer van Madonna, afkomstig van de soundtrack van de film Austin Powers: The Spy Who Shagged Me uit 1999. Op  19 mei van dat jaar werd het nummer op single uitgebracht.

## Achtergrond
Na het succes van het album Ray of Light uit 1998 zet Madonna haar samenwerking met William Orbit voort, met als resultaat "Beautiful Stranger".
Het nummer is in Madonna's thuisland de Verenigde Staten niet op cd-single verschenen, maar bereikte door middel van airplay toch nog de 19e positie in hitlijsten.
"Beautiful Stranger" was aanvankelijk niet verkrijgbaar op een Madonna-album. Daar is in 2001 verandering in gekomen toen het werd toegevoegd aan de verzamelaar GHV2.
De single werd wereldwijd een hit en bereikte in Canada, IJsland, Finland en Italië de nummer 1-positie. In Australië en Nieuw-Zeeland werd de 5e positie bereikt, in Ierland de 3e en in het Verenigd Koninkrijk werd de 2e positie bereikt in de UK Singles Chart.
In Nederland was de single in week 25 van 1999 Alarmschijf op Radio 538 en werd ook veel gedraaid op Veronica FM, Sky Radio, Radio 2 en Radio 3FM en werd een grote hit. De single bereikte de 6e positie in zowel de Nederlandse Top 40 op Radio 538 als de Mega Top 100 op Radio 3FM.
In België bereikte de single de 15e positie in zowel de Vlaamse Ultratop 50 als de Vlaamse Radio 2 Top 30.

## Videoclip
De videoclip werd geregisseerd door Brett Ratner, en toont Madonna op een podium van een club waar Austin Powers (een rol van Mike Myers) aanwezig is. De video won een MTV Video Music Award in 1999.
In Nederland werd de videoclip destijds op televisie uitgezonden door SBS6 in de televisie versie van de Nederlandse Top 40, door BNN op Nederland 2 in de Nederlandse versie van Top of the Pops en door de muziekzender TMF.